# Маринер-5
Ма́ринер-5 (англ. Mariner 5) — космический аппарат американской программы Маринер.
Космический аппарат предназначался для проведения научных исследований Венеры с пролётной траектории, передачи информации о межпланетном пространстве и о пространстве около Венеры. Предусматривалось проведение эксперимента по радиозатмению планетой сигнала со станции для получения информации об атмосфере и ионосфере.
Маринер-5 это переоборудованный резервный космический аппарат для программы НАСА Маринер Марс 1964. Были убраны телекамера, установлен ультрафиолетовый фотометр, уменьшена площадь солнечных панелей, и добавлена дополнительная теплоизоляция. В космическом аппарате Маринер-5 начато использование интегральных схем (584 шт).
Аппарат был запущен в сторону Венеры 14 июня 1967 года с мыса Канаверал, с двенадцатого стартового комплекса и пролетел возле планеты 19 октября того же года на расстоянии 3990 километров (2480 миль). С более чувствительными приборами, чем его предшественник Маринер-2 , Маринеру-5 удалось пролить новый свет в изучении Венеры.
Аппарат провёл исследования атмосферы Венеры. Его целями были измерение межпланетных магнитных полей, заряженных частиц, плазмы, радио рефракции и излучения атмосферы планеты в УФ диапазоне.
С помощью аппарата Маринер-5 было выяснено, что Венера обладает очень горячей поверхностью, а её атмосфера ещё плотнее, чем ожидалось ранее.
12-21 августа 1967 года проводился круглосуточный прием данных с Маринера-4 и Маринера-5. В это время Маринер-5, Земля и Маринер-4 располагались вдоль прямой, идущей радиально от Солнца. Наибольший интерес представляли сведения о солнечном ветре и магнитном поле.
Программа полета Маринер-5 завершилась в ноябре 1967 года. В настоящее время космический аппарат не функционирует и находится на гелиоцентрической орбите.

## Дальнейшие попытки связи
В дальнейшем же были попытки связаться с космическим аппаратом.
С апреля по ноябрь 1968 года НАСА пыталось повторно связаться с «Маринером-5», и продолжить исследование межпланетного пространства, но эти попытки в июне, июле, и в начале августа 1968 ничего не дали, сигнал от космического аппарата получен не был.
14 октября, приёмник оператора в DSS 14 получил сигнал от «Маринера-5». Аппарат был обнаружен, но вне пределов ожидаемой частоты и длины волны. Мощность сигнала изменилась с указанием корабля в медленный крен. Тем не менее, должна была быть возможность блокировать космический корабль, но ни на какие команды, какие бы кораблю не посылали он не отвечал. Без телеметрии и без каких-либо изменений сигнала в ответ на команды, не было никакой возможности восстановить или продолжить использование космического корабля. Операции были прекращены в конце дорожки DSS 61 в 07:46 GMT 5 ноября 1968 года.

## Оборудование
- Двух-частотный приёмник маяка
- Покрытие S-группы
- Магнитометр гелия
- Межпланетный Зонд
- Прочая астрономическая механика